# Francisco de Paula Caveda y Solares
Francisco de Paula Caveda y Solares (Villaviciosa (Asturias) 27 de febrero de 1760 - Villaviciosa, 13 de febrero de 1811), fue un abogado, juez e historiador asturiano.

## Biografía
Francisco de Paula Caveda y Solares nació en Villaviciosa, hijo de José Caveda y Mones y Antonia del Portal Solares. Estudia derecho en la Universidad de Oviedo.
Se traslada a Madrid, y más tarde regresa a Villaviciosa, en donde ejerce de juez, y posteriormente ejerce de representante en la Junta General del Principado.
Es padre del escritor José Caveda y Nava y hermano de la escritora Rita Caveda y Solares. 
Fallece en su Villaviciosa natal en 1811.

## Carrera
Ejerció principalmente de investigador de la historia y las letras, hecho que le hizo conocer y pertenecer al grupo de ilustrados asturianos encabezados por Jovellanos. 
Junto a este último participa en el proyecto de crear la Academia de las Buenas Letras, un organismo que velaría por el estudio y la unidad de la lengua asturiana. Concretamente participó en la elaboración de un diccionario unitario del asturiano que aún hoy día sigue inédito.
En 1805 es nombrado miembro de la Academia de la Historia.